# علم الظواهر (دراسة الأنماط الظاهرية)
علم الظواهر هو الدراسة المنهجية للأنماط الظاهرية، وقد صاغها عالم جامعة كاليفورنيا في بيركلي وستيفن أ. جاران. على هذا النحو، فهو مجال بحث متعدد التخصصات يشمل علم الأحياء وعلوم البيانات والهندسة وغيرها من المجالات. يهتم علم الظواهر بقياس الصفات الموروثة وهي مجموعة الأنماط الظاهرية (الصفات الفيزيائية والكيميائية الحيوية) التي يمكن أن ينتجها كائن حي معين على مدار التطور واستجابة للطفرة الجينية والتأثيرات البيئية. تُستخدم مفاهيم علم الظواهر في الجينوميات الوظيفية، والبحوث الصيدلانية، والهندسة الأيضية، والبحوث الزراعية، وبشكل متزايد في علم الوراثة العرقي.

## تطبيقات

### علوم النبات
في علوم النبات، تحدث أبحاث علم الظواهر في كل من البيئات الميدانية والبيئات الخاضعة للرقابة. تشمل الظواهر الحقلية قياس الأنماط الظاهرية التي تحدث في كل من الظروف المزروعة والطبيعية، بينما تتضمن أبحاث ظواهر البيئة الخاضعة للرقابة استخدام البيوت الزجاجية وغرف النمو والأنظمة الأخرى حيث يمكن التلاعب بظروف النمو.

### العلوم الصيدلانية
يظهر تنميط علم الظواهر للخلايا كتقنية قوية لدراسة الاستجابات الخلوية للاضطرابات الجينية أو الكيميائية. يمكن استخدام الفحص المجهري عالي المحتوى، بالاشتراك مع مجسات الفلورسنت، لالتقاط معلومات ثرية عن النمط الظاهري. يستخدم تحليل علم الظواهر للخلايا، من بين أمور أخرى، لدراسة الجينوميات الوظيفية، والتنميط الظاهري للمرض، وتحديد الهدف المركب، والتنبؤ بآلية العمل، ودراسات السمية.

## المعايير والطرق والأدوات والأجهزة
الحد الأدنى من المعلومات حول معيار تجربة النمط الظاهري للنبات متاح وقيد الاستخدام بين العديد من الباحثين الذين يجمعون وينظمون بيانات ظواهر النبات. توجد طرق تحليل ناشئة، بما في ذلك مجموعة متنوعة من حزم البرامج في رؤية الكمبيوتر المتاحة عبر السيرة الذاتية النباتية.
طور مرفق علم الظواهر النباتية الأسترالية، وهي مبادرة من الحكومة الأسترالية، عددًا من الأدوات الجديدة للقياسات الشاملة والسريعة للأنماط الظاهرية في كل من المختبر والميدان.

## تنسيق البحث والمجتمعات
الشبكة الدولية للنماذج الظاهرية للنباتات هي منظمة تسعى إلى تمكين تبادل المعرفة والمعلومات والخبرة عبر العديد من التخصصات المشاركة في ظواهر النبات من خلال توفير شبكة تربط الأعضاء ومشغلي المنصات والمستخدمين ومجموعات البحث والمطورين وصانعي السياسات. يشمل الشركاء الإقليميون، الشبكة الأوروبية للنماذج الظاهرية للنباتات، وشبكة أمريكا الشمالية للنماذج الظاهرية للنباتات، وغيرها.
تمكّن البنية التحتية البحثية الأوروبية الخاصة بالأنماط الظاهرية للنبات، EMPHASIS، الباحثين من استخدام المرافق والخدمات والموارد للنماذج الظاهرية للنباتات متعددة المقاييس في جميع أنحاء أوروبا. يهدف EMPHASIS إلى تعزيز الأمن الغذائي المستقبلي والأعمال الزراعية في مناخ متغير من خلال تمكين العلماء من فهم أداء النبات بشكل أفضل وترجمة هذه المعرفة إلى تطبيق.